# 塞哈爾鄉
47°23′N 22°36′E / 47.383°N 22.600°E
塞哈爾鄉（羅馬尼亞語：Comuna Cehal, Satu Mare），是羅馬尼亞的鄉份，位於該國西北部，由薩圖馬雷縣負責管轄，面積65平方公里，海拔高度226米，2007年人口1,763，人口密度每平方公里27人。